# The Ninja Mission
The Ninja Mission är en svensk film från 1984 med Krzysztof Kolberger och Bo Munthe, regisserad av Mats Helge Olsson. Filmen spelades in bland annat på Fredrikstens Festning i Halden, Norge, Lidköpings sjukhus samt Bo F Munthes dåvarande Ninja Center på Havregatan i Stockholm som också bidrog med några skådespelare och statister. 
Filmen har nått en viss kultstatus i filmkretsar för ett antal missar som gjorts. Trots att filmen utspelar sig i Ryssland har de ryska soldaterna svensk militärutrustning såsom kulsprutepistol m/45. Likaså visas vid ett ställe i filmen en skylt där det står Mötesplatsskylt trots att handlingen som sagt ska utspela sig i Ryssland.
Filmen spelades in på svenska och dubbades sedan till engelska. Det är sångerskan Suzzie Tapper som står för sången i filmen.

## Handling
Den ryske kärnfysikern Karl Markov har uppfunnit en ny typ av kärnfusion som kan förändra maktbalansen i hela världen. Alla vill ha informationen från honom först och exklusivt. KGB lurar Markov att tro att han räddats till Sverige genom att kidnappa hans dotter och iscensätta ett räddningsförsök av honom. CIA, i skepnad av ett antal ninjor, beger sig alla till fästningen i Ryssland där Markov och hans dotter är "gäster".

## Historia
Filmen spreds till USA och visades på amerikanska biografer och bara i New York visades den på 90 biografer under samma tidpunkt. Filmen gjorde kassasuccé och drog in en miljon dollar på ett dygn. Så småningom visades filmen även i Asien, till exempel i Thailand. Utlandssuccén var fenomenal; 250 miljoner kronor drog filmen in totalt. Dock återvände aldrig några pengar till filmteamet och går inte att spåra än i dag. Filmen räknas till en av svensk filmhistorias största genombrottsfilmer på den internationella scenen.

## Rollista (urval)
- Krzysztof Kolberger – Mason
- Hanna Pola – Nadia
- Bo Munthe – Hansen
- Curt Broberg – Markov
- Sven-Eric Bogsäter – flintskallige ninjan på nattklubben
- Leif Adolfsson – Leo Adolph fighting the Ninjas